# Once Twice Melody
Once Twice Melody — восьмий студійний альбом американського дрим-поп дуету Beach House, випущений 18 лютого 2022 року. Це подвійний альбом з 18 пісень, представлених у чотирьох розділах.

## Реліз
Перша частина вийшла 10 листопада 2021 року, друга — 8 грудня, третя — 19 січня 2022 року. «Hurts to Love» вийшла окремим синглом 14 лютого 2022 року до Дня святого Валентина. Повністю Once Twice Melody був випущений лейблами Sub Pop і Bella Union 18 лютого 2022 року.

## Відгуки критиків
Після виходу Once Twice Melody отримав загальне визнання сучасних музичних критиків. На сайті Metacritic, який присвоює рецензіям мейнстрімних критиків нормалізований рейтинг зі 100, альбом отримав середній бал 84 на основі 22 рецензій, що свідчить про «загальне визнання». Агрегатор AnyDecentMusic? дав йому 7,8 з 10, спираючись на свою оцінку критичного консенсусу.
Рецензуючи альбом для AllMusic, Хізер Фарес стверджувала, що «хоча Once Twice Melody є неприпустимо пишним навіть за стандартами Beach House, дует творчо використовує простір, щоб виразити красу в смутку». Стіві Чік з Mojo назвав його «найграндіознішою візією гурту», вихваляючи «безпристрасну красу» вокалу Леґран і порівнюючи його з «серенадами Лорі Андерсон епохи 'O Superman', або так, ніби хтось запрограмував штучний інтелект співати, як Джуді Сілл». Джейсон Андерсон з Uncut високо оцінив «приголомшливу» кінематографічність першої частини і похвалив «несподівані елементи» альбому за те, що вони вправно врівноважують «велич і гламур, які не стають нудотно-солодкими». Uncut зробив висновок, що «велич альбому полягає не в його об'ємності, а в здатності дуету створювати музику, яка володіє однаковою інтимністю незалежно від її обсягу».

## Трек-лист
Автор музики і слів Beach House. 
| Chapter 1. Pink Funeral | Chapter 1. Pink Funeral | Chapter 1. Pink Funeral |
| #                       | Назва                   | Тривалість              |
| ----------------------- | ----------------------- | ----------------------- |
| 1.                      | «Once Twice Melody»     | 4:44                    |
| 2.                      | «Superstar»             | 6:08                    |
| 3.                      | «Pink Funeral»          | 4:56                    |
| 4.                      | «Through Me»            | 5:48                    |

| Chapter 2. New Romance | Chapter 2. New Romance | Chapter 2. New Romance |
| #                      | Назва                  | Тривалість             |
| ---------------------- | ---------------------- | ---------------------- |
| 5.                     | «Runaway»              | 4:23                   |
| 6.                     | «ESP»                  | 3:48                   |
| 7.                     | «New Romance»          | 4:12                   |
| 8.                     | «Over and Over»        | 7:11                   |

| Chapter 3. Masquerade | Chapter 3. Masquerade | Chapter 3. Masquerade |
| #                     | Назва                 | Тривалість            |
| --------------------- | --------------------- | --------------------- |
| 9.                    | «Sunset»              | 3:59                  |
| 10.                   | «Only You Know»       | 4:49                  |
| 11.                   | «Another Go Around»   | 3:41                  |
| 12.                   | «Masquerade»          | 4:42                  |
| 13.                   | «Illusion of Forever» | 3:49                  |

| Chapter 4. Modern Love Stories | Chapter 4. Modern Love Stories | Chapter 4. Modern Love Stories |
| #                              | Назва                          | Тривалість                     |
| ------------------------------ | ------------------------------ | ------------------------------ |
| 14.                            | «Finale»                       | 4:34                           |
| 15.                            | «The Bells»                    | 4:30                           |
| 16.                            | «Hurts to Love»                | 4:05                           |
| 17.                            | «Many Nights»                  | 4:16                           |
| 18.                            | «Modern Love Stories»          | 4:53                           |
| 84:28                          |                                |                                |

## Персоналії
- Beach House — аранжування, виконання; продюсування, запис; художнє керівництво
  - Вікторія Леґран
  - Алекс Скаллі
  - Джеймс Бероун
- Джеймс Бероун — живі барабани (написання, виконання)
- Майкл Скаллі — соло-гітара (3)
- Віті Маттіасіч — додатковий вокал (9)
- Ребекка Моррін — додатковий вокал (9)
- Девід Кемпбелл — аранжування живих струнних
- Нік Твейтбакк — запис живих барабанів (1, 2, 4, 5, 8, 10, 12–14, 18)
- Тревор Спенсер — запис живих барабанів (2–4, 6–9, 11), mixing (5, 11)
- Ґейб Берч — запис живих струнних
- Тревіс Ворнер — запис живих струнних
- Джонні Морґан — асистент запису живих барабанів (2–4, 6–9, 11)
- Алан Молдер — зведення (1–4, 6–8, 10, 12, 16, 18)
- Цезар Едмундс — зведення (9, 13, 15, 17)
- Дейв Фрідманн — зведення (14)
- Майк Фрідманн — асистент зведення (14)
- Грег Келбі — мастеринг
- Стів Фаллоне — мастеринг
- Джефф Кляйнсміт — арт-директор, дизайн
- Ніколас Лоу — арт сердець всередині оформлення

## Чарти
| Чарт (2022)                                  | Пікова позиція |
| -------------------------------------------- | -------------- |
| Australian Albums (ARIA)                     | 68             |
| Австрія Austrian Albums (Ö3 Austria)         | 53             |
| Бельгія Belgian Albums (Ultratop Flanders)   | 18             |
| Бельгія Belgian Albums (Ultratop Wallonia)   | 111            |
| Нідерланди Dutch Albums (MegaCharts)         | 64             |
| Франція French Albums (SNEP)                 | 138            |
| Німеччина German Albums (Offizielle Top 100) | 14             |
| Ірландія Irish Albums (IRMA)                 | 78             |
| Шотландія Scottish Albums (OCC)              | 9              |
| Іспанія Spanish Albums (PROMUSICAE)          | 57             |
| Swedish Vinyl Albums (Sverigetopplistan)     | 8              |
| Швейцарія Swiss Albums (Schweizer Hitparade) | 22             |
| Велика Британія UK Albums (OCC)              | 65             |
| Велика Британія UK Independent Albums (OCC)  | 4              |
| США Billboard 200                            | 12             |
| США Independent Albums (Billboard)           | 2              |
| США Top Alternative Albums (Billboard)       | 1              |
| США Top Rock Albums (Billboard)              | 1              |